# Pont de Bossòst
El Pont de Bossòst és una obra de Bossòst (Vall d'Aran) inclosa a l'Inventari del Patrimoni Arquitectònic de Catalunya.

## Descripció
Pont de dos arcs que substitueix un pont de pedra antic i de dos arcs que una riuada, de l'any 1937, es va emportar. Està sobre el riu Garona.

## Història
"Bossost és travessat pel riu Garona, trobant-se'l major poblat a la vora esquerra i deixant a l'oposada un petit raval amb una capella i el cementiri que s'hi comunica per un antic pont de pedra de dos arcs." (La Vall d'Aran-330)